# World Series Baseball II
A World Series Baseball II baseball-videójáték, melyet a BlueSky Software fejlesztett és a Sega jelentetett meg Sega Saturn otthoni videójáték-konzolra.
A játék észak-amerikai és európai borítóján Fred McGriff Atlanta Braves-egyesvédő szerepel.

## Fogadtatás
A Next Generation szerkesztői 5/5 csillagra értékelték a játékot, kiemelve, hogy „Nincs olyan baseballjáték, amely jobban nézne ki, jobb lenne vele játszani vagy jobb lenne a hangulata, mint a WSB II-nek. A grafika annyira éles és tiszta, hogy a vetélytársak 16 bites játékoknak néznek ki mellette. A kétjátékos mód hihetetlen és ugyan az egyjátékos játékból hiányzik néhány szimulációs opció, azonban a játék sebessége miatt úgy haladsz át egy szezonon, hogy nem fogod megunni. A WSB II az idei baseballfelhozatal csúcsán helyezkedik el és kötelező darab a baseballrajongóknak.”

## Fordítás
- Ez a szócikk részben vagy egészben  a   World Series Baseball II című angol Wikipédia-szócikk ezen változatának fordításán alapul.  Az eredeti cikk szerkesztőit annak laptörténete sorolja fel. Ez a jelzés csupán a megfogalmazás eredetét és a szerzői jogokat jelzi, nem szolgál a cikkben szereplő információk forrásmegjelöléseként.